# Пећина Бадањ
Пећина Бадањ се налази код Стоца у Босни и Херцеговини. Чувена је по својим пећинским цртежима, који датирају из периода 16—12.000 година п. н. е. Најлепши од њих је Коњ нападнут стрелама, сачуван у деловима.